# Бабић
Бабић је српско презиме, које се такође јавља и код припадника хрватског народа. Према распрострањености, у Хрватској се налази на трећем мјесту, а према бројности носилаца презимена, на шездесетом мјесту у Србији. Презиме је изведено или од словенске речи баба за баке, старице или турске речи бабо (од персијске баба) за оца и додавања суфикса -ић.

## Познати људи

### А
- Анто Бабић (1899–1974), босанскохерцеговачки историчар
- Аћим Бабић (1894–1944), псеудоним од Аћим Радуловић, трговац и четник из Балканских ратова

### Б
- Богдан Бабић (1921–1980), српски диригент
- Бранко Бабић (1928–), историчар

### Г
- Гавро Бабић (1950– ), српски песник
- Голуб Бабић (1824–1910), српски хајдучки харамбаша и војвода
- Гордана Бабић-Ђорђевић (1932–1993), српски историчар уметности

### Д
- Драгиња Бабић (1886–1915), српски лекар
- Драгутин Бабић (1897–1945), југословенски фудбалер

### З
- Зоран Бабић (глумац) (1950– ), српски глумац
- Зоран Бабић (политичар) (1971– ), српски политичар

### Ј
- Јашар Бабић (?–око 1755), јунак и четовођа турског Никшића

### К
- Константин Бабић (1927–2009), српски композитор

### Л
- Лука Бабић (1991– ), хрватски кошаркаш

### Љ
- Љубо Бабић (сликар) (1890–1974), хрватски и југословенски сликар
- Љубо Бабић (политичар) (1916–2014), босанскохерцеговачки и југословенски политичар
- Љубомир Бабић (1854–1935), хрватски књижевник

### М
- Милан Бабић (певач) (1943–2009), српски певач
- Милан Бабић (политичар) (1956–2006), српски политичар и стоматолог
- Милица Бабић-Јовановић (1909–1968), српски костимограф
- Милош Бабић (правник) (1948– ), српски правник, универзитетски професор и судија
- Милош Бабић (кошаркаш) (1968– ), бивши југословенски и српски кошаркаш
- Миљка Брђанин-Бабић (1977– ), српска филмска глумица
- Мирко Бабић (1948– ), српски глумац
- Момчило Бабић (1952– ), српски лекар

### Н
- Небојша Бабић (1968– ), српски фотограф
- Никола Бабић (фудбалер) (1905–1974), члан Фудбалске репрезентације Југославије 1928
- Никола Бабић Мика (1917–1941), народни херој
- Никола Бабић (историчар) (1926–1978), историчар
- Никола Бабић (редитељ) (1935– ), хрватски филмски редитељ и сценариста

### П
- Петар Бабић (1919–2006), амбасадор СФРЈ у Канади и народни херој Југославије

### Р
- Радмила Тодоровић Бабић (1949–2006), српска пјесникиња и текстописац
- Радомир Бабић (1909–1996), Народни херој Југославије

### С
- Сава Бабић (1934–2012), српски писац, песник и преводилац
- Снежана Бабић Снеки (1967– ), српска певачица и глумица
- Срђан Бабић (1996– ), српски фудбалер